# Jeunesse sportive saint-pierroise
Maillots
La Jeunesse Sportive Saint-Pierroise aussi désignée en tant que JSSP, JS Saint-Pierroise ou encore Saint-Pierroise a été créée en 1950. C'est un club français de football de Saint-Pierre, ville du sud de l'île de La Réunion. Il s'agit du club le plus titré du Championnat de La Réunion avec 21 titres.

## Historique
La JS Saint Pierroise est la seule équipe depuis la création du championnat en 1950 à n'avoir jamais connu la descente en division inférieure. C'est également la seule équipe à avoir réalisé trois triplés (vainqueur du Championnat de La Réunion, de la Coupe régionale de France et de la Coupe de La Réunion la même année civile) en 1971, 1989 et en 2019. C'est la signification des trois étoiles sur leur maillot. 
En 2020, la JSSP crée l'exploit en étant le premier club réunionnais et le second club ultramarin à avoir atteint les 16e de finale de la Coupe de France, après avoir battu un club de Ligue 2 (4 divisions d'écart), le Chamois niortais, en 32es (2-1). Cependant, le club s'incline au tour suivant face au SA Épinal (club de National 2) en 16es.
Début 2021, le club est marqué par deux départs, celui de l'entraîneur Christian Dafreville décidé par le président, pour insuffler un vent nouveau. Un départ en "bons termes" pour un "grand monsieur" précise Luçay Arayapin. Il est remplacé à ce poste par son adjoint Jimmy Bade, lui-même remplacé au poste d'adjoint par Cédric Chamant.
Quelques jours après, la Saint-Pierroise perd son attaquant vedette, Jean-Michel Fontaine, au mercato. Le joueur allant à La Tamponnaise, club situé dans la ville de ses débuts, Le Tampon.

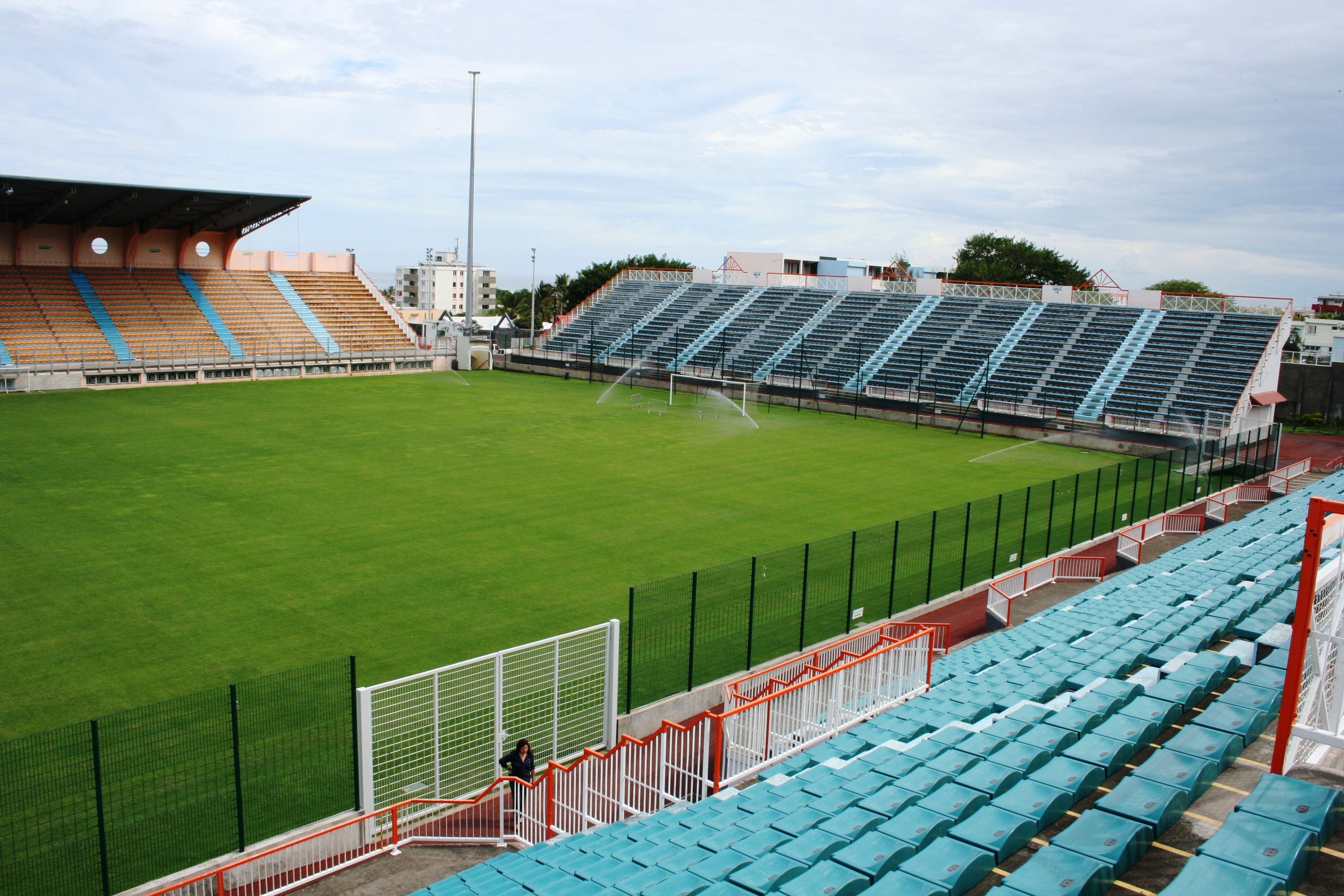
Le stade Michel-Volnay, à Saint-Pierre de La Réunion

## Palmarès
- Championnat de La Réunion (21)
  - Champion : 1956, 1957, 1959, 1960, 1961, 1971, 1972, 1973, 1975, 1976, 1978, 1989, 1990, 1993, 1994, 2008, 2015, 2016, 2017, 2018, 2019

- Coupe de La Réunion (13)
  - Vainqueur : 1959, 1962, 1971, 1980, 1984, 1989, 1992, 1993, 1994, 2018, 2019, 2022, 2023

- Coupe régionale de France de football (8)
  - Vainqueur : 1964, 1971, 1976, 1977, 1989, 2016, 2019, 2020

- Trophée des Champions (2)
  - Vainqueur : 2019, 2020

- Coupe D.O.M. (3)
  - Vainqueur : 1990, 1991, 1995

- Quadruplés (Trophée des Champions, championnat de la Réunion, coupe régionale de France et coupe de la Réunion (1): 2019
- Triplés (championnat de la Réunion, coupe régionale de France et coupe de la Réunion) (3) :1971,1989 et 2019
- Doublés (Championnat et Coupe) (6) : 1959, 1976, 1993, 1994, 2016 et 2018

- Coupe de France : meilleur parcours : 1/16e de finale (2019-20)

## Effectifs actuels

### Anciens joueurs
- Gardiens de but :
  - Stephane Multari  France
  - Jean-Pascal Beaufreton  France
  - Jean-Paul Cazambo  France
  - Roland Celestin  France
- Défenseurs :
  - Thierry Crétier  France
  - Nicolas Ribauld  France

- Milieux de Terrain :
  - Didier Agathe  France
  - Dimitri Payet  France
  - Vincent Acapandie  France
  - El Fardou Ben Nabouhane  Mayotte  Comores
  - Lalaina Nomenjanahary dit Bolida  Madagascar

- Attaquants :
  - Roger Milla  Cameroun
  - Tony Kurbos  Yougoslavie
  - Jean-Pierre Papin  France
  - Guillaume Hoarau  France
  - Florent Sinama-Pongolle  France
  - Réginald Ray  France
  - Frédéric Chevalme  France
  - Pius N'Diefi  Cameroun
  - Daniel Wansi  Cameroun
  - Mamoudou Diallo  France
  - Djibril Cissé  France

### Entraîneurs
- 1992-1994 : Jean-Pierre Bade  France
- 1995 : Oscar Müller  France
- 1995-1997 : Alain Tirel
- Août 1997-1998 : Farès Bousdira  France
- 1999 : Stephane Morello
- 2000 : Pascal Grosbois
- Août 2000 : Jean-Francis Samba
- 2001-2002 : Claude Lowitz
- 2003 : Patrice Ségura
- 2004 : Sétra
- Août 2004 : Abdallah Akki
- 2005 : Jean-Pierre Bade
- 2006-2007 : Patrice Ségura
- Mai 2007 : Ziff Dos Santos
- 2008-2009 : Christian Dafreville
- 2010 : Jean-Christophe Nouaillant
- Août 2010 : Alex Augustine
- 2011 : Jean-Francis Samba et Willy Laggarigue
- Août 2011 : Victor Zvunka
- 2012 : Noël Tosi
- Septembre 2012 : Dominique Veilex
- 2013 : Fabien Schneider
- 2014-2015 : Jean-Pierre Bade
- 2016-2020: Christian Dafreville
- 2021 : Jimmy Bade
- 2022 : Dominique Veilex
- 2023 : Grégory Bénard
- Mai 2023 : Yann Bechen
- 2024 : Wilson Clara
- Juillet 2024 : Bernard Mahmoud
- Novembre 2024: Dominique Veilex

## Partenariat
Le club de Saint-Pierre est affilié au HAC et permet ainsi à ses meilleurs jeunes de rejoindre le club métropolitain. Cela permet aux jeunes de donner un élan à leur carrière, comme ce fut le cas de Guillaume Hoarau, Florent Sinama-Pongolle, Dimitri Payet et plus récemment les jeunes Jean-Pascal Fontaine, El Fardou Ben Nabouhane et Matthieu Lagarrigue.